# Dicranota acuminata
Dicranota (Plectromyia) acuminata là một loài ruồi trong họ Pediciidae. Chúng phân bố ở vùng sinh thái Palearctic.